# Vallecillichthys multivertebratum
Vallecillichthys multivertebratum è un pesce osseo estinto, appartenente agli ittiodectiformi. Visse nel Cretaceo superiore (Cenomaniano - Turoniano, circa 95 - 90 milioni di anni fa) e i suoi resti fossili sono stati ritrovati in Nordamerica.

## Descrizione
Questo pesce possedeva un corpo fusiforme e allungato, come quello di molti altri ittiodectiformi; si suppone che potesse oltrepassare i 120 centimetri di lunghezza. La sola testa era lunga circa 16 centimetri, ed era fornita di mascelle potenti e dal profilo diretto all'insù, con numerosi denti aguzzi e robusti. Il sopraoccipitale è grande e porta una cresta triangolare molto alta, che si estende sul tetto del cranio lungo tutta l'area postorbitale e sovrasta l'occipite. L'epioccipitale forma una cresta massiccia, corta e arrotondata. Il cleitro è un osso a forma di boomerang con rami orientati verticalmente e orizzontalmente di dimensioni uguali. La pinna dorsale era piccola e triangolare, posta indietro lungo il corpo. La colonna vertebrale comprendeva oltre 90 vertebre, mentre le scaglie erano ovoidali ma alte.

## Classificazione
Vallecillichthys era un membro degli ittiodectiformi, un gruppo di pesci teleostei affini agli osteoglossiformi, dalle attitudini predatorie. In particolare, Vallecillichthys è stato ascritto agli Ichthyodectidae, la famiglia più derivata del gruppo, comprendente anche forme di grandi (Ichthyodectes) o enormi dimensioni (Xiphactinus). 
Vallecillichthys multivertebratum venne descritto per la prima volta nel 2003, sulla base di fossili ritrovati in Messico, nella zona di Vallecillo (Nuevo León).